# Andinobates abditus
Andinobates abditus é uma espécie de anfíbio da família Dendrobatidae. É nativa do Equador. Esta espécie é apenas conhecida a leste do Vulcão Reventador, a sudoeste do Rio Azuela na província de Napo, a 1 700 metros de altitude, na Amazônia do Andes no Equador.

## Habitat e Ecologia
Esta espécie é encontrada  somente no Equador em florestas densas e úmidas (Amazônia). O Dendrobates abditus tem hábitos diurnos e vivem no solo. Os ovos são postos no chão e depois transportados para bromélias, onde se desenvolvem.

## Ameaças
Muitas florestas habitadas pelo Andinobates abditus têm sido desmatadas para a agricultura e pecuária. A espécie também pode ter sido afetada pelos efeitos da doença chytridiomicose (causada por fungos) e mudança climática.

### População atual
A população desta espécie esta em fase de grande decrescimento.

## Conservação
A faixa de distribuição das espécies pode sobrepor-se a Reserva Ecológica Cayambe-Coca, mas sua presença ainda não foi confirmada. Há uma necessidade urgente para trabalho de pesquisa para determinar se esta espécie pode sobreviver em outros locais, perto da localidade onde vivia antes.